# Albachir Mouctar
Albachir Mouctar, född 1 maj 1995, är en nigerisk simmare.
Mouctar tävlade för Niger vid olympiska sommarspelen 2016 i Rio de Janeiro, där han blev utslagen i försöksheatet på 50 meter frisim.